# Neftyda
Neftyda, Neftys, Nefthis – córka bogini Nut i boga Geba, siostra Ozyrysa, Seta, Horusa i Izydy, poślubiła Seta. Jej synem był Anubis, którego ojcem był Set lub Ozyrys.
Przedstawiano ją jako kobietę z hieroglifem jej imienia na głowie. W mitologii egipskiej uważana jest za boginię śmierci.
| O9 | t · H8 |

| O9 | t · H8 |

Neftyda wzbudzała wielki strach i szacunek. Dzięki związkowi z Setem stała się panią śmierci. Neftyda urodziła się ostatnia. Pierwszy narodził się Ozyrys, potem Horus Starszy, inaczej Harwer, następnie Seth, Izyda i po niej właśnie Neftyda. Sądzono, że Neftyda zamieszkuje obrzeża pustyni. Należała do Enneady (dziewięciu głównych bogów). W sporze Ozyrysa z Setem nie poparła męża, lecz opłakiwała los Ozyrysa i uczestniczyła w jego zmartwychwstaniu. W czasach hellenistycznych identyfikowana z Afrodytą i Nike. Neftyda w Sądzie Ozyrysa była doradczynią.